# Hospital Geral de Guarulhos
O Hospital Geral de Guarulhos é um hospital público localizado no município brasileiro de Guarulhos, no estado de São Paulo e atualmente é administrado pela organização social Sociedade Paulista para o Desenvolvimento da Medicina (SPDM).

## História
Em 1979 o governo de São Paulo obteve recursos junto ao Banco Mundial e lançou o Programa Metropolitano de Saúde, prevendo a construção de novos hospitais na Região Metropolitana de São Paulo. Problemas econômicos fizeram com que os projetos dos hospitais fossem realizados em duas etapas, uma iniciada em 1987 e a outra em 1989. O Hospital Geral de Guarulhos fez parte da segunda etapa, tendo suas obras lançadas em 1989. Suas obras foram paralisadas por falta de recursos no início da década de 1990 e retomadas apenas no final da década de 1990. Na madrugada de 14 de abril de 2000, poucas horas antes de sua inauguração, realizou seus dois primeiros partos.